# Oilski jeziki
Oilski jeziki (langues d'oïl), znani tudi kot jeziki oil, so narečni kontinuum, ki vključuje standardno francoščino in vse njene bližnje jezike v severni Franciji od Atlantskega oceana na zahodu do meje z germanskimi jeziki na vzhodu, vendar severno od okcitanščine (langue d'oc) na jugu. Gre za skupino bližnjih severnofrancoskih galoromanskih jezikov, ki so od srednjega veka naprej doživeli ločen razvoj. Nekateri v to skupino uvrščajo tudi arpitanščino, drugi pa ne in jo vidijo izven delitve na oïl in oc. 
Oilski jeziki:
- - anžujščina
  - arpitanščina, pogojno
  - berišonščina
  - burgundščina
  - francoščina
  - galeščina
  - komtejščina
  - lotarinščina
  - normanščina
  - sentonščina
  - pikardščina
  - poatevinsko-sentonški jezik
  - poatevinščina
  - šampanjščina
  - valonščina